# Pontifício Conselho para a Pastoral dos Migrantes e Itinerantes
Pontifício Conselho para a Pastoral dos Migrantes e Itinerantes (Pontificium Consilium de Spirituali Migrantium atque Itinerantium Cura) foi um organismo da Cúria Romana.
Em 1 de janeiro de 2017, teve suas atribuições fundidas com a de outros Dicastérios, no recém criado Dicastério para o Serviço do Desenvolvimento Humano Integral.

## Histórico
Com o Motu Próprio Apostolicae Caritatis, de 19 de março de 1970, o Papa Paulo VI instituiu  a Pontifícia Commissio de Spirituali Migratorum atque Itinerantiun Cura, com a incumbência de  providenciar o estudo e a aplicação da pastoral para as pessoas em movimento: migrantes, exilados, refugiados, prófugos, pescadores e marítimos aeronavegantes, os que trabalham com os transportes estradais e nos parques de diversões, nômades, circenses, peregrinos e turistas. Enfim, para todos aqueles grupos de pessoas que, de maneira diferente, estão envolvidos no fenômeno da mobilidade humana, como os estudantes estrangeiros, os operadores e os técnicos os cuais, para os grandes trabalhos ou pesquisas científicas a nível internacional, devem transferir-se de um país para outro.
Até então, a competência para os vários setores da mobilidade humana era atribuída a varios ofícios operantes junto às Congregações Romanas. Na segunda metade de 1800, era a Congregação de Propaganda Fide, (hoje, Congregação para a Evangelização dos Povos) a seguir "o movimento". Mais tarde, especialmente por influência do Beato Bispo João Batista Scalabrini, foi criado o Ofício para a Cura Espiritual dos Imigrantes, junto à Congregação Consistorial. Depois da Segunda Guerra Mundial, em 1952, foi instituído pelo Papa Pio XII o "Conselho Superior para as migrações" junto à mesma Congregação, agora denominada Congregação para os Bispos.
No mesmo ano, e sempre junto ao mesmo dicastério foi instituída a Obra do Apostolatus Maris a favor dos marítimos. Em 1958 o mesmo Pio XII confiou à tal Congregação, a incumbência de providenciar a assistência espiritual dos fiéis com específicos encargos ou atividades a bordo dos aviões, como também dos passageiros que viajam com tais meios de transporte; à estas instituições deu-se o nome de Obra do Apostolatus Coeli et Aëris. 
Em 1965 foi Paulo VI, invés, a fundar, sempre junto à Congregação Consistorial, o Secretariado Internacional para a direção da Obra do Apostolatus Nomadum, no intento de levar conforto espiritual à uma população sem morada fixa e também para aqueles homens que vivem em condições semelhantes. 
Em 1967 a Congregação para o Clero foi dotada de um Ofício que devia garantir a assistência religiosa para todas aquelas pessoas que se encontram no âmbito do fenômeno turístico.
Mas com o Motu Próprio Apostolicae Caritatis as competências para os vários Setores da mobilidade humana confluiram na Pontificia Commissio de Spirituali Migratorum atque Itinerantium cura, que foi colocada à subordinação da Congregação para os Bispos. Tal situação terminou com a  Constituição Apostólica Pastor Bonus, de 28 de junho de 1988, que também mudou o seu nome.

## Atribuições
As categorias de pessoas que, por motivo de suas condições de vida, não podem gozar do ordinário ministério dos párocos ou são privadas de qualquer assistência , são portanto, os migrantes, os exilados, os prófugos e os refugiados, os pescadores e os marítimos, os que trabalham nos transportes aéreos, os nômades, as pessoas do circo e dos parques de diversões, os que empreendem viagens por motivos de piedade, de estudo ou de divertimento, os que trabalham com os transportes terrestres e outras categorias semelhantes.
O Pontifício Conselho, "um instrumento nas mãos do Papa", dirige a solicitude pastoral da Igreja às particulares necessidades daqueles que foram obrigados a abandonar a própria pátria ou não a têm; igualmente, procura seguir com a devida atenção as questões relativas a esta matéria.
Este promove portanto, o cuidado pastoral das pessoas envolvidas na mobilidade humana: providenciando que nas Igrejas locais seja oferecida uma eficaz e apropriada assistência espiritual, se necessário também mediante oportunas estruturas pastorais; 
exercitando  a alta direção da Obra do Apostolado do Mar; 
seguindo com atenção as questões relativas à mobilidade humana; 
esforçando-se para que o povo cristão adquira consciência das necessidades das pessoas envolvidas na mobilidade humana, especialmente na ocasião da celebração do Dia Mundial para os Migrantes e os Refugiados; 
e fazendo com que o povo cristão manifeste eficazmente a sua solidariedade nos confrontos das pessoas em movimento pelas vias do mundo se empenha, a fim de que as viagens feitas por motivos de piedade, de estudo ou de divertimento favoreçam a formação moral e religiosa dos fiéis.
Além disso, o Conselho segue de maneira regular e direta, a Comissão Católica Internacional para as Migrações, sustentando os objetivos e as iniciativas, participando nos encontros de Direção, promovendo uma ativa cooperação com esta Comissão e entre essa e os outros organismos que têm um interesse para com os migrantes e refugiados. 

## Presidentes
Até 1989, o presidente também era o prefeito da Congregação para os Bispos.
|             | Nome                            | Período     | Notas                     |
| Presidentes | Presidentes                     | Presidentes | Presidentes               |
| ----------- | ------------------------------- | ----------- | ------------------------- |
| 6º          | Antônio Maria Cardeal Vegliò    | 2009-2017   |                           |
| 5º          | Renato Raffaele Cardeal Martino | 2006-2009   |                           |
| 4º          | Stephen Fumio Cardeal Hamao     | 1998-2006   |                           |
| 3º          | Giovanni Cardeal Cheli          | 1986-1998   | atuou como pró-presidente |
| 2º          | Bernardin Cardeal Gantin        | 1984-1989   |                           |
| 1º          | Carlo Cardeal Confalonieri      | 1970-1973   |                           |
|             | Emanuele Clarizio               | 1970-1886   | pró-presidente            |